# 7. Flieger-Division
7. Flieger-Division organiserades i september 1938 för att samla alla Fallschirmjägerförband i Luftwaffe i en division.

## Slag

### Kreta

#### Gruppe West
Maleme 1860 man
- I/1. Luftlande-Sturm-Regiment två kompanier tredje och fjärde
- II/1. Luftlande-Sturm-Regiment
- III/1. Luftlande-Sturm-Regiment
- IV/1. Luftlande-Sturm-Regiment
- 3/Fallsch.MG-Btl 7
- 1/Fallsch Art Abt7
- 1 Zug/San Abt 7

Förstärkt med femte och sjätte kompaniet ur II/2. Fallschirmjäger Regiment den 21 maj.

#### Gruppe Mitte
Soudabukten  2460 man
- Div Stab/7 Flieger-Div
- I/1. Luftlande-Sturm-Regiment två kompanier första och andra
- 3. Fallschirmjäger Regiment
- 3/Fallsch.MG-Btl 7
- Fallsch Pi.Btl 7
- 1/Fallsch San Abt 7

Rethymno  1380 man
- 2. Fallschirmjäger Regiment (less 5th & 6th Kompanies at Maleme)
- 2/Fallsch San Abt 7
- Stab Fallsch.MG-Btl 7
- 1/Fallsch.MG-Btl 7
- 2/Fallsch.MG-Btl 7
- 2/Fallsch Art Abt7

#### Gruppe Ost
Heraklion 2360 man
- 1. Fallschirmjäger Regiment
- 1/Fallsch San Abt 7

## Befälhavare
Divisionens chefer
- Generalleutnant Kurt Student (9 sep 1938 - 14 maj 1940)
- Generalleutnant Richard Putzier   (14 maj 1940 - 21 jan 1941)
- Generalleutnant Wilhelm Süssmann (21 jan 1941 - 20 maj 1941) KIA
- Generalmajor Alfred Sturm   (20 maj 1941 - 30 maj 1941)
- Generalleutnant Erich Petersen   (1 juni 1941 - 1 aug 1942)
- Generalmajor Richard Heidrich (1 aug 1942 - 1 maj 1943)